# Kirsten Bråten Berg

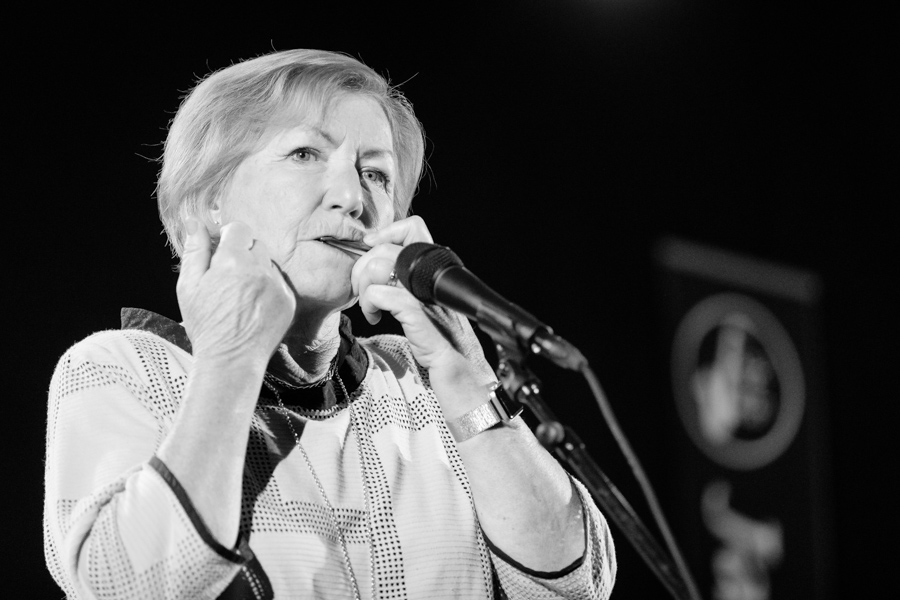
Kirsten Bråten Berg (2020)
Bild: Tore Sætre

Kirsten Bråten Berg (* 1950 in Arendal) ist eine norwegische Folk-Sängerin.
Berg absolvierte in Oslo eine Ausbildung als Silberschmied und betreibt seit 1973 eine Werkstatt in Setesdal. Ihre Karriere als Folksängerin begann 1970, als sie einen Kurs bei Agnes Buen Garnås besuchte. Bekannt wurde sie mit dem  traditionellen norwegischen Gesang, dem Kveding. Sie trat in ganz Norwegen auf und spielte mehrere Alben ein. Mehrmals wurde sie mit dem Spellemannpris, dem jährlichen Preis der norwegischen Plattenindustrie ausgezeichnet, 1987 gewann sie den Landskappleik, den Wettbewerb in traditioneller norwegischer Musik.
Um 1990 traf sie Arild Andersen, mit dem sie seither mehrere Alben aufnahm. 1996 entstand in Zusammenarbeit mit den senegalesischen Musikern Solo Cissokho und Kouame Sereba das Album Frå Senegal Til Setesdal. 1997 wurde sie mit dem Radka Toneff Minnepris ausgezeichnet. Seit 2000 ist sie in dem Ensemble Stemmenes Skygge (Schatten der Stimmen) aktiv, dem auch die Dänin Marilyn Mazur und die Schwedin Lena Willemark angehören.

## Diskographie
- Slingkombas (1979)
- Kirsten Bråten Berg (1980)
- Slinkombas og bas igjen (1982)
- Min kvedarlund (1988)
- Juletid (1991)
- Sagn (1992)
- Cohen på norsk (1993)
- Våre beste barnesanger 2 (1993)
- Arv (1993)
- Suede et Norvége (1993)
- Pilgrimen (1996)
- Frå Senegal til Setesdal (1997)
- Runarstreng (1999)
- Syng Du Mi Røst (2001)
- Stemmenes Skygge (2003/2005)
- Songen  (2010)